# Panna
Panna er et streetfodboldspil med fokus på de artistiske aspekter i fodbold, hvor man ved brug af frække tricks og finter skal besejre sin modstander. Panna spilles ofte 1 mod 1 på små runde baner (ca. 6 meter i diameter) med 2 små mål, men kan også spilles 2 mod 2. Kampen spilles på tid og vindes hvis en spiller laver en såkaldt "panna" (tunnel) ved at skyde bolden mellem benene på en modstander eller af det hold der har scoret flest mål når kampen slutter.

## Historie
Panna har altid været en del af fodbolden. Men som en sport i sig selv opstod panna i starten af 00'erne, da surinamesiske og marokkanske indvandrere spillede det i forstæderne til Rotterdam og Amsterdam. Især i Holland og Belgien er Panna populært og spillet er også kommet til Danmark.

## Kultur
Panna er en gadesport og kulturen bag boldspillet har klare referencer til andre streetkulturer såsom breakdance og skateboarding, blandt andet fordi man "battler" sine modstandere med tricks, finter og attitude.

## Panna i Danmark
Panna spilles også i Danmark og DGI er aktive med flere turneringer og events, herunder Panna Fridays i København (som er en del af deres street soccer projekt Underground) og den landsdækkende Panna Tour. Der afholdes også EM i Panna, som i juli 2013, blev afholdt i Danmark med danske Licht i top 8. Og i 2013 blev der for første gang afholdt Panna Knockout i Danmark vinderen blev Amin Benmoumou. I 2014 afholdes EM i Belgien og VM i Amsterdam hvor Amin Benmoumou og Kristoffer Licht har kvalificeret sig.. I starten af 2014 blev Panna Mall Tour afholdt, en tour rundt i nogle af Danmarks bycentre, hvor der blev spillet Panna med tilskuere, samt freestyle opvisninger. Denne tour blev afholdt af DGI i samarbejde med Copenhagen Panna House og Danish Football Freestyle Community (DFFC) samt deltagelse af verdensstjernen Jeand Doest. Udover Amin Benmoumou og Kristoffer Licht betragtes også Anusha Samia Siddiq, Michael Toft, Jacob Corneliusen, Mads Phonbamrung, Suell Osmani, Ibiis Neymar, Mohammad Idrissi og Omid Ganjjou som nogle af de største Pannaprofiler i Danmark.

### Baner i Danmark
Der findes offentlige panna-baner flere steder i Aarhus, blandt andet centralt i Mølleparken, i Viby distriktet samt flere steder i Aarhus V.